# Ololygon argyreornata
Espèce
Synonymes
- Hylodes argyreornatus Miranda-Ribeiro, 1926
- Scinax argyreornatus (Miranda-Ribeiro, 1926)

Statut de conservation UICN

 LC  : Préoccupation mineure
Ololygon argyreornata est une espèce d'amphibiens de la famille des Hylidae.

## Répartition
Cette espèce est endémique du Brésil. Elle se rencontre jusqu'à 1 100 m d'altitude le long de la côte de l'État de Bahia à l'État de Santa Catarina.

## Description
Les mâles mesurent de 14,1 à 17,3 mm et les femelles de 17,1 à 25,8 mm.

## Publication originale
- Miranda-Ribeiro, 1926 : Notas para servirem ao estudo dos gymnobatrachios (Anura) brasileiros. Arquivos do Museu Nacional, Rio de Janeiro, vol. 27, p. 1-227.